# Fodbold i Danmark
Ligasystemet i dansk fodbold er et system af fodboldturneringer for klubhold arrangeret af Dansk Boldspil-Union (DBU) og dennes seks lokalunioner. Systemet består af divisioner på op til 11 niveauer med indbyrdes op- og nedrykning mellem niveauerne, og systemet har en pyramidisk struktur med landsdækkende rækker i toppen af pyramiden og tiltagende lokale rækker jo lavere niveau i pyramiden.

## Historie
Kjøbenhavns Boldklub er den ældste fodboldklub udenfor Storbritannien, da den blev grundlagt d. 26. april 1876. Fodbold fra 1879.
AGF fra 1880. Fodbold fra 1902.
AaB fra 1885. Fodbold fra 1902.
Frem er fra 1886
OB fra 1887. Fodbold fra 1889.
Slagelse B&I er den femteældste klub i Danmark og grundlagt i 1887. Fodbold fra 1890.

## Niveauerne

### Niveau 1-4: Danmarksturneringen
Danmarksturneringen udgør niveau 1-4 i ligasystemet. Turneringen arrangeres af Dansk Boldspil-Union (DBU) og består (pr. 2021-22) af Superligaen med 12 hold, 1. division med 12 hold, 2. division med 12 hold og 3. division med 12 hold.
Atten af klubberne i Danmarksturneringen har deres reservehold tilmeldt Reserveligaen. Danmarksturneringens øvrige klubbers andethold er henvist til at spille i det almindelige ligasystem på niveau 5 eller lavere. Øvrige sekundahold, det vil sige fra tredjehold og nedefter, kan højst deltage på niveau 6 i ligasystemet.

### Niveau 5: Danmarksserien
Umiddelbart under Danmarksturneringen i fodbold finder man Danmarksserien, der ligeledes arrangeres af DBU, og som udgør niveau 5 i ligasystemet. Danmarksserien består af 40 hold, der ud fra geografiske hensyn er opdelt i fire puljer med 10 hold. Holdene i Danmarksserien spiller hver sæson om fire oprykningspladser til 3. division.
| Danmarksturneringen og Danmarksserien |                                |                                |                                |                                |                                |                                |                                |                                |                                |                                |                                |                                |
| Niveau                                | Rækker, navne, antal hold      | Rækker, navne, antal hold      | Rækker, navne, antal hold      | Rækker, navne, antal hold      | Rækker, navne, antal hold      | Rækker, navne, antal hold      | Rækker, navne, antal hold      | Rækker, navne, antal hold      | Rækker, navne, antal hold      | Rækker, navne, antal hold      | Rækker, navne, antal hold      | Rækker, navne, antal hold      |
| 1                                     | Superligaen 12 hold            | Superligaen 12 hold            | Superligaen 12 hold            | Superligaen 12 hold            | Superligaen 12 hold            | Superligaen 12 hold            | Superligaen 12 hold            | Superligaen 12 hold            | Superligaen 12 hold            | Superligaen 12 hold            | Superligaen 12 hold            | Superligaen 12 hold            |
| 2                                     | 1. division 12 hold            | 1. division 12 hold            | 1. division 12 hold            | 1. division 12 hold            | 1. division 12 hold            | 1. division 12 hold            | 1. division 12 hold            | 1. division 12 hold            | 1. division 12 hold            | 1. division 12 hold            | 1. division 12 hold            | 1. division 12 hold            |
| 3                                     | 2. division 12 hold            | 2. division 12 hold            | 2. division 12 hold            | 2. division 12 hold            | 2. division 12 hold            | 2. division 12 hold            | 2. division 12 hold            | 2. division 12 hold            | 2. division 12 hold            | 2. division 12 hold            | 2. division 12 hold            | 2. division 12 hold            |
| 4                                     | 3. division 12 hold            | 3. division 12 hold            | 3. division 12 hold            | 3. division 12 hold            | 3. division 12 hold            | 3. division 12 hold            | 3. division 12 hold            | 3. division 12 hold            | 3. division 12 hold            | 3. division 12 hold            | 3. division 12 hold            | 3. division 12 hold            |
| 5                                     | Danmarksserien pulje 1 10 hold | Danmarksserien pulje 1 10 hold | Danmarksserien pulje 1 10 hold | Danmarksserien pulje 2 10 hold | Danmarksserien pulje 2 10 hold | Danmarksserien pulje 2 10 hold | Danmarksserien pulje 3 10 hold | Danmarksserien pulje 3 10 hold | Danmarksserien pulje 3 10 hold | Danmarksserien pulje 4 10 hold | Danmarksserien pulje 4 10 hold | Danmarksserien pulje 4 10 hold |

### Niveau 6-12: Lokale serier
Fra niveau 6 og nedefter arrangeres turneringerne af Dansk Boldspil-Unions seks lokalunioner. Fire af lokalunionerne har en turnering på niveau 6, der er en kvalifikationsserie til Danmarksserien: Købehavnsserien, Sjællandsserien, Fynsserien og Jyllandsserien. I alt spiller holdene på niveau 6 om otte oprykningspladser til Danmarksserien. Syv af oprykningspladserne er direkte oprykningspladser: DBU Jylland har 3 direkte oprykkere. DBU Sjælland har 2 direkte oprykkere. DBU København har 1 direkte oprykker. DBU Fyn har 1 direkte oprykker. Den sidste oprykningsplads besættes af vinderen af et kvalifikationsspil mellem nr. 2 i Sjællandsseriens to puljer og Købehavnsseriens nr. 2, hvor holdene spiller alle mod alle (i alt 3 kampe), og den samlede vinder rykker op i Danmarksserien.
I de sidste to lokalunioner, DBU Lolland-Falster og DBU Bornholm, befinder den højeste lokale serie sig på niveau 7 i ligasystemet og har ikke direkte adgang til Danmarksserien. Vinderen af Lolland-Falster serien rykker op i Sjællandsserien og vinderen af Bornholmsserien rykker op i Københavnsserien.
Under lokalunionernes øverste rækker finder man et varierende antal niveauer af serier, hvor serie 1 er den bedste, serie 2 den næstbedste osv. DBU Jylland og DBU Sjælland er de lokalunion med flest niveauer i de lokale serier, hvor der findes til og med serie 6.
Nedenstående tabel tager udgangspunkt i forholdene i den turnering, der afvikles i sæsonen 2017-18. I praksis spilles nogle serier og puljer som halvårlige, men det varierer lokalunionerne imellem. Holdantallene for de laveste serier må anses for vejledende, da de kan variere afhængigt af antallet af nytilmeldte og frafaldne hold.
| Lokale serier |                           |                                |                                    |                                    |                               |                                  |
| Niveau        | Rækker, navne, antal hold | Rækker, navne, antal hold      | Rækker, navne, antal hold          | Rækker, navne, antal hold          | Rækker, navne, antal hold     | Rækker, navne, antal hold        |
| 6             | Københavnsserien 13 hold  | Københavnsserien 13 hold       | Sjællandsserien 2 puljer a 14 hold | Sjællandsserien 2 puljer a 14 hold | Fynsserien 14 hold            | Jyllandsserien 5 puljer a 8 hold |
| 7             | Bornholmsserien 7 hold    | Serie 1 14 hold                | Serie 1 2 puljer a 14 hold         | Lolland-Falsterserien 12 hold      | Serie 1 4 puljer a 6 hold     | Serie 1 6 puljer a 8 hold        |
| 8             | Serie 1 7 hold            | Serie 2 14 hold                | Serie 2 4 puljer a 11-12 hold      | Serie 1 12 hold                    | Serie 2 4 puljer a 6 hold     | Serie 2 12 puljer a 7-8 hold     |
| 9             |                           | Serie 3 11 hold                | Serie 3 8 puljer a 11-12 hold      | Serie 2 10 hold                    | Serie 3 6 puljer a 11-12 hold | Serie 3 24 puljer a 7-8 hold     |
| 10            | Serie 4 13 hold           | Serie 4 12 puljer a 10-12 hold | Serie 3 2 puljer a 6-7 hold        | Serie 4 9 puljer a 9-12 hold       | Serie 4 36 puljer a 8 hold    |                                  |
| 11            | Serie 5 2 puljer a 9 hold | Serie 5 10 puljer a 10-12 hold |                                    | Serie 5 1 pulje a 8 hold           | Serie 5 68 puljer a 6 hold    |                                  |
| 12            |                           |                                | Serie 6 5 puljer a 8-12 hold       |                                    |                               |                                  |

#### DBU København
I Københavnsserien spiller 14 hold om én direkte oprykningsplads til Danmarksserien og én plads i playoff-kampene om oprykning til Danmarksserien.
Under Københavnsserien findes Serie 1-5. I hver serie findes én pulje med førstehold, der spiller en dobbeltturnering på helårsbasis, samt et varierende antal puljer for sekundahold, der afvikler deres turneringer på halvårsbasis.

#### DBU Bornholm
I Bornholms Brand Ligaen spiller 6 hold om én direkte oprykningsplads til Københavnsserien. Turneringen afvikles helårligt. Derunder findes Serie 1-2, som afvikles halvårligt.

#### DBU Sjælland
I DBU Sjælland er Sjællandsserien den højst rangerende rækker, hvor 2 pulje a 12 hold spiller en helårlig dobbeltturnering om to direkte oprykningspladser til Danmarksserien og to pladser i playoff-kampene om oprykning til Danmarksserien.
Under Sjællandsserien findes Serie 1-5. Der spilles som hovedregel i puljer med 12 hold. Serie 1 består af 2 puljer, serie 2 af 4 puljer, serie 3 af 8 puljer og serie 4 af 16 puljer. I serie 5 og 6 afhænger antallet af puljer af antallet af tilmeldte hold. Puljerne inddeles primært efter geografiske kriterier. I serie 1-3 afvikles turneringerne som helårlige dobbelt turneringer, mens serie 4-6 spiller halvårlige enkeltturneringer.

#### DBU Lolland-Falster
Alle turneringerne under DBU Lolland-Falster afvikles som halvårlige. I den højst rangerende række, Lolland-Falsterserien spiller 12 hold i efteråret først en enkeltturnering alle-mod-alle. De seks bedste hold går videre til foråret opryknings-turnering, hvor de spiller en dobbeltturnering alle-mod-alle om én oprykningsplads til Danmarksserien.

#### DBU Fyn
På Fyn er Albaniserien den bedste række, hvor 12 spiller en dobbeltturnering alle-mod-alle om én direkte oprykningsplads til Danmarksserien.
Serie 1 består af to puljer med 14-16 hold, mens serie 2 består af fire puljer med 14-16 hold. I disse serier afvikles turneringerne ligeledes som helårlige dobbeltturneringer alle-mod-alle. Fra serie 3 og nedefter spilles der halvårlige turneringen med op- og nedrykning både sommer og vinter.

#### DBU Jylland
Under DBU Jylland afvikles alle turneringer på halvårsbasis.
I den højst rangerende række, Jyllandsserien deltager 32 hold. I efterårsturneringen spiller holdene i 4 puljer a 8 hold, der hver spiller en dobbeltturnering alle-mod-alle. De fire bedste hold i hver pulje fortsætter efter vinterpausen i "Jyllandsserien 1", hvor de 16 hold inddeles i to nye puljer a 8 hold, der igen spiller en dobbeltturnering alle-mod-alle, og det bedste hold i hver pulje rykker op i Danmarksserien. Den bedste toer rykker op i Danmarksserien. Af Jyllandsseriens resterende 16 hold rykker de seks i vinterpausen ned i Serie 1, mens de øvrige 10 hold fortsætter forårssæsonen i "Jyllandsserien 2" sammen med seks oprykkere fra Serie 1.

## Aktuelle omorganiseringer
Ligasystemet er blevet omorganiseret adskillige gange i tidens løb. De nyeste tæller følgende:
- Lokalunionernes turneringer fulgte tidligere kalenderåret, dvs. at sæsonen startede om foråret og sluttede det følgende efterår. I 2008 besluttede lokalunionerne imidlertid at vende strukturen til efterår/forår, efter at DBU's repræsentantskab havde besluttet at gøre det samme for alle egne rækker.[2] Det betød, at Kvalifikationsrækken, der hidtil havde fungeret som halvårlig buffer mellem Danmarksserien og de lokale serier, kunne sløjfes, hvilket igen førte til en del ommøbleringer i rækkerne med ekstraordinære op- og nedrykninger og overgangsordninger. Som følge heraf var sæsonen 2008 begrænset til foråret hos lokalunionerne, hvorefter FBU, JBU, LFBU og SBU skiftede til den ny struktur. KBU var imod den nye struktur men valgte alligevel sammen med BBU at følge de andre med et års forsinkelse, således at den nye struktur var fuldstændig gennemført med virkning fra efteråret 2009.

- I marts 2010 blev det besluttet, at Superligaklubbernes andethold med virkning fra sæsonen 2010-11 skulle flyttes til en særlig række, efter at de bedste af dem havde spillet i 2. division i nogle år. Samtidig besluttedes det at reducere antallet af hold i 1. division fra 16 til 14 i sæsonen 2011-12 og yderligere til 12 med virkning fra sæsonen 2012-13.[3] Den første beslutning fik betydning for den igangværende turnering i 2. division og Danmarksserien, i det andetholdenes efterladte pladser gav plads til at flere hold slap for nedrykning hhv. ekstraordinært kunne rykke op på en ekstra plads. Enkelte klubber måtte dog ud i kvalifikationskampe, men nogle af disse kom dog i praksis til at miste deres betydning, da Boldklubben Frem gik konkurs efter sæsonafslutningen i juni 2010 og følgelig tvangsnedrykket til Københavnsserien.[4]

- Fra sæsonen 2021-22 vil der igen ske en omstrukturering. Herefter vil der være 4 rækker, Superligaen, NordicBet Liga (1. division), 2. division og 3. division. Herunder vil Danmarksserien og lokalunionerne forefindes.[5]